# دانيفوري
دانيفوري (DANiiVORY) و اسمها الحقيقي تيريزا دانييل فلامينيو (Theresa Danielle Flaminio). هي مغنية وكاتبة أغاني وعازفة ،كانت عضوة سابقة في فرقة إماجن دراجونس.

## روابط خارجية
- دانيفوري على موقع ميوزك برينز (الإنجليزية)